# Тувсі
Ту́всі (рос. Тувси, чув. Туçи) — присілок у складі Цівільського району Чувашії, Росія. Адміністративний центр Тувсинського сільського поселення.
Населення — 598 осіб (2010; 593 у 2002).
Національний склад:
- чуваші — 99 %